# Управление стратегии и третьего круга
Управление стратегии и третьего круга (ивр. אגף אסטרטגיה ומעגל שלישי‎) — ныне расформированное управление Генерального штаба Армии обороны Израиля, ответственное в первую очередь за противостояние угрозам «третьего круга», то есть иранской угрозе. Управление было создано в 2020 году в рамках программы «Тнуфа», многолетнего плана под руководством Начальника Генштаба генерал-лейтенанта Авива Кохави с целью централизации деятельности Армии обороны Израиля против стран, не являющихся прямыми соседями Израиля.
Управление занималось планированием и разработкой военной стратегии и координацией операций для разработки и планирования кампании на иранской арене («Иранское командование»). С началом своей деятельности управлению были подчинены стратегический отдел и отдел «Тевель», которые до этого времени находились в подчинении Управления планирования.
Первым главой управления был назначен генерал Таль Кальман, ранее занимавший должности начальника стратегического отдела и начальника штаба ВВС, в сентябре 2023 года его сменил генерал-майор Элиэзер Толедано, который командовал управлением до его расформирования.
14 июня 2020 года было объявлено, что начальник Генерального штаба Кохави решил изменить название с «Управление стратегии и Ирана» на «Управление стратегии и третьего круга». Изменение названия подразделения было связано с намерением, чтобы подразделение не занималось только с Ираном, но и со всей ареной «третьего круга».
Управление было расформировано 31 марта 2025 года вскоре после вступления на пост Начальника Генштаба генерал-лейтенанта Эяля Замира.

## Структура управления

### Стратегический отдел
Стратегический отдел отвечал за координацию работы штаба управления, подготовку позиционных документов для формирования концепции безопасности Армии обороны Израиля, а также за регулирование взаимоотношений между военным и политическим уровнями.

### Отдел «Тевель»
Отдел «Тевель» отвечал за сотрудничество Армии обороны Израиля с иностранными армиями, миротворческими силами и международными организациями.

### Иранский штаб
Иранский штаб отвечал за координацию всех военных усилий в национальной кампании, проводимой против угроз со стороны Ирана. Штаб был создан 8 ноября 2020 года.